# Remco (prénom)
Pour les articles homonymes, voir Remco et Remco Evenepoel.
Remco ou Remko est un prénom masculin néerlandais traditionnellement originaire de Groningue. Il est lié au nom frison occidental Remme, qui lui-même a une origine incertaine.

## Personnalités
- Remco Evenepoel
- Remco te Brake
- Remco van der Ven
- Remco van der Schaaf
- Remco Boere
- Remco van Wijk
- Remco Torken
- Remko Pasveer